# Opelbad

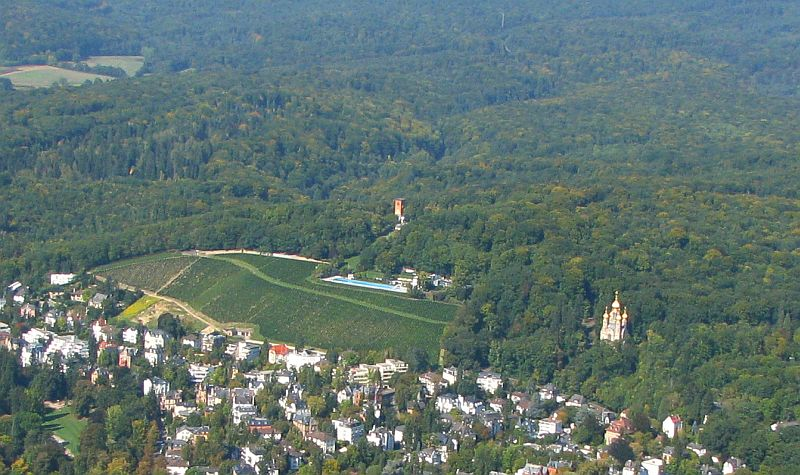
Vue aerienne de la piscine et la Neroberg

Pour les articles homonymes, voir Opel (homonymie).
L'Opelbad est une piscine découverte située à Wiesbaden, en Allemagne.
Elle est localisée juste au nord de centre-ville, sur la colline du Neroberg.